# Amy Schumer

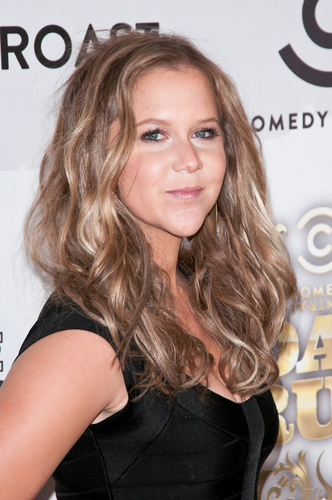
Amy Schumer (2011)

Amy Beth Schumer (* 1. Juni 1981 in New York City, New York) ist eine US-amerikanische Stand-up-Comedian, Schauspielerin und Drehbuchautorin sowie Emmy-Award-Preisträgerin. Bekannt wurde sie insbesondere durch ihre Comedyserie Inside Amy Schumer.

## Leben
Amy Beth Schumer wurde in Manhattan als Tochter von Sandra und Gordon Schumer geboren. Ihre Mutter arbeitete als Gehör- und Sprachtherapeutin und ihr Vater, der Cousin des Politikers Chuck Schumer, war Eigentümer eines Geschäfts für Kindermöbel. Amy Schumer hat einen älteren Bruder, Jason, der Musiker ist, und eine jüngere Schwester, Kimberly, die Schulpsychologin in Chicago war, bevor sie nach New York zog, um als Autorin und Produzentin an Schumers Fernsehprojekten mitzuwirken. Schumer wurde im jüdischen Glauben erzogen, ihr Vater ist Jude.
Als Schumer neun Jahre alt war, erkrankte ihr Vater an Multipler Sklerose und sein Möbelgeschäft ging bankrott. Drei Jahre später ließen sich ihre Eltern scheiden und Schumer zog mit ihrer Mutter nach Long Island. Dort besuchte sie die im Nassau County gelegene South Side High School. Nach ihrem Schulabschluss im Jahr 1999 zog Schumer nach Baltimore in Maryland, wo sie bis 2003 an der Towson University Theaterwissenschaft studierte. Bereits während des Studiums trat sie in verschiedenen Theaterinszenierungen auf. Danach ging sie nach New York City, wo sie zwei Jahre Schauspielunterricht am William Esper Studio nahm und nebenbei als Kellnerin arbeitete.
Am 13. Februar 2018 heiratete Schumer den Koch und Farmer Chris Fischer in Malibu. Am 5. Mai 2019 wurde ihr gemeinsamer Sohn geboren.

## Karriere
Schumer begann ihre Karriere als Stand-up-Comedian mit einem Auftritt im New Yorker Gotham Comedy Club am 1. Juni 2004. 2007 trat sie in der fünften Staffel der NBC-Talentshow Last Comic Standing auf, in der sie den vierten Platz erreichte. Im Jahr darauf war sie in der Comedyshow Reality Bites Back zu sehen. Sie trat in verschiedenen Fernsehsendungen, Comedyshows und Comedy Central Roasts auf. Ab dem Jahr 2013 wurde sie durch ihre eigene Comedyserie Inside Amy Schumer auf Comedy Central bekannt. Die Serie und Schumer wurden für mehrere Fernsehpreise nominiert, u. a. den Primetime Emmy Award, American Comedy Award und den Writers Guild of America Award. Im Mai 2015 wurde Inside Amy Schumer mit einem Peabody Award ausgezeichnet und Schumer wurde der Critics’ Choice Television Award als Beste Hauptdarstellerin in einer Comedyserie verliehen. Im April 2015 moderierte sie die MTV Movie Awards.
2015 trat sie in Judd Apatows Komödie Dating Queen neben Bill Hader und LeBron James auf. Das Drehbuch des Films stammt von Schumer, wodurch Apatow erstmals einen Film drehte, den er nicht selbst geschrieben hatte. Seit es bei einer Vorführung des Films zu einem Amoklauf kam, befürwortet Schumer eine striktere Waffenkontrolle in den USA.
Für den Pirelli-Kalender 2016 wurde Schumer von Annie Leibovitz fotografiert.
Das Magazin Time zählte Schumer zu den 100 einflussreichsten Menschen des Jahres 2015, Schumer wurde dabei von der Schauspielerin Tilda Swinton vorgestellt.
2016 veröffentlichte sie mit The Girl with the Lower Back Tattoo ein autobiographisches Buch. Auf Deutsch wurde es mit dem Titel Inside Amy Schumer: Aus meinem Leben im September 2016 veröffentlicht.
2018 wurde sie in die Academy of Motion Picture Arts and Sciences berufen, die jährlich die Oscars vergibt.

## Filmografie (Auswahl)
Schauspielerin
- 2006: Sense Memory (Kurzfilm)

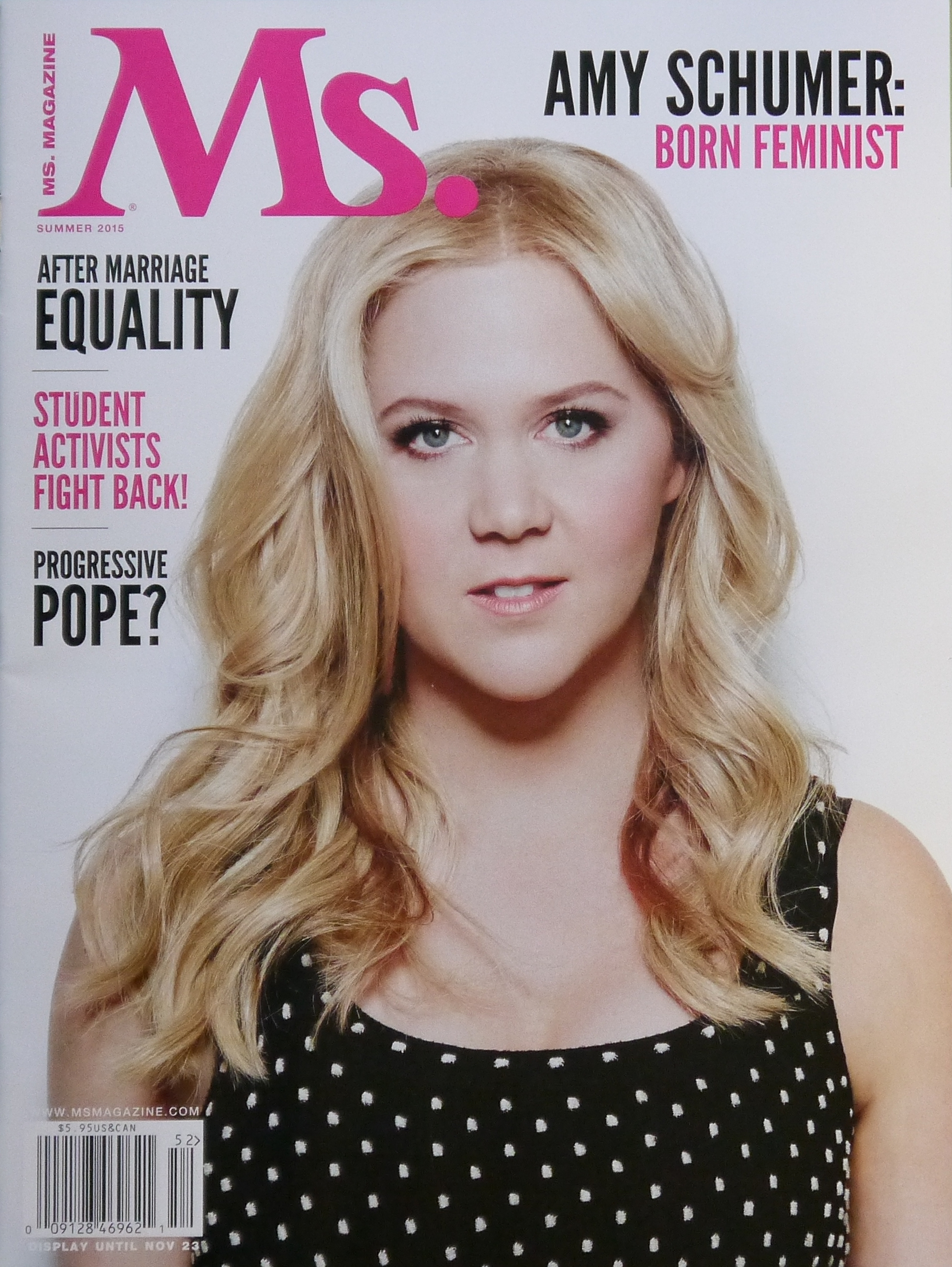
Amy Schumer auf dem Titelblatt des Ms. Magazine im Sommer 2015

- 2009: 30 Rock (Fernsehserie, 1 Episode)
- 2011: Lass es, Larry! (Curb Your Enthusiasm, Fernsehserie, 1 Episode)
- 2012: Sleepwalk with Me
- 2012: Price Check
- 2012: John Mulaney: New in Town (Fernsehfilm)
- 2012: Delocated (Fernsehserie, 8 Episoden)
- 2012: Auf der Suche nach einem Freund fürs Ende der Welt (Seeking a Friend for the End of the World)
- 2013–2014: Girls (Fernsehserie, 2 Episoden)
- 2013–2016, 2022: Inside Amy Schumer (Fernsehserie)
- 2015: Dating Queen (Trainwreck)
- 2017: Mädelstrip (Snatched)
- 2017: Thank You for Your Service
- 2018: I Feel Pretty
- 2021: The Humans
- 2022: Bros
- 2022: Only Murders in the Building (Fernsehserie, 2 Folgen)
- 2022–2024: Beth und das Leben (Life & Beth, Fernsehserie)
- 2023: Trolls – Gemeinsam Stark (Trolls Band Together, Stimme)
- 2024: Unfrosted
- 2024: IF: Imaginäre Freunde (IF, Stimme)
- 2025: Irgendwie schwanger (Kinda Pregnant)

Drehbuchautorin
- 2010: Hoppus on Music (Fernsehserie, 13 Episoden)
- 2011: A Day in the Life of a Female Comedian (Kurzfilm)
- 2013: Women Who Kill (Fernsehfilm)
- 2013–2016, 2022: Inside Amy Schumer (Fernsehserie)
- 2015: Dating Queen (Trainwreck)
- 2022–2024: Beth und das Leben (Life & Beth, Fernsehserie)

## Bibliografie
- Amy Schumer: Inside Amy Schumer. Aus meinem Leben. Piper, München Berlin 2016, ISBN 978-3-492-06059-2. (Amerikanische Originalausgabe: The Girl with the Lower Back Tattoo. Gallery Books, New York 2016)

## Auszeichnungen
Critics Choice Award
- 2014: Nominierung als Beste Hauptdarstellerin in einer Comedyserie für Inside Amy Schumer
- 2015: Auszeichnung als Beste Hauptdarstellerin in einer Comedyserie für Inside Amy Schumer
- 2016: Auszeichnung als Beste Hauptdarstellerin in einer Comedyserie für Inside Amy Schumer
- 2016: Ausgezeichnet mit dem MVP Award

Emmy Award
- 2014: Nominierung für das Beste Drehbuch für eine Varieté-, Musik- oder Comedysendung für Inside Amy Schumer
- 2015: Nominierung für das Beste Drehbuch für eine Varieté-, Musik- oder Comedysendung für Inside Amy Schumer
- 2015: Nominierung als Beste Hauptdarstellerin in einer Comedyserie für Inside Amy Schumer
- 2015: Nominierung für die Beste Regie für eine Comedyserie für Inside Amy Schumer
- 2015: Auszeichnung für die Beste Variety Sketch Serie für Inside Amy Schumer
- 2016: Nominierung für die Beste Variety Sketch Serie für Inside Amy Schumer
- 2016: Nominierung als Beste Hauptdarstellerin in einer Comedyserie für Inside Amy Schumer
- 2016: Nominierung für das Beste Drehbuch für eine Varieté-, Musik- oder Comedysendung für Inside Amy Schumer
- 2016: Nominierung für das Drehbuch für eine Miniserie, einen Fernsehfilm oder ein Special für Inside Amy Schumer:Live at the Apollo
- 2016: Nominierung als Beste Gastdarstellerin in einer Comedyserie für Saturday Night Live

Golden Globe Award
- 2016: Nominierung als Beste Hauptdarstellerin – Komödie oder Musical für Dating Queen

Goldene Himbeere
- 2025: Nominierung als Schlechteste Nebendarstellerin für Unfrosted

Grammy Award
- 2017: Nominierung für das Beste Comedy Album für Inside Amy Schumer:Live at the Apollo
- 2017: Nominierung für das Beste gesprochene Album für The Girl with the Lower Back Tattoo

Tony Award
- 2018: Nominierung als Beste Hauptdarstellerin für Meteor Shower